# 小行星7345
小行星7345（英語：7345 Happer）是一颗围绕太阳公转的小行星。1992年7月28日，罗伯特·H·麦克诺特在赛丁泉山发现了此天体。
这颗小行星的绝对星等为281.2773653660832等。小行星7345以英國電影《本地英雄》的主角哈佩爾（Happer）命名。